# Stoney Littleton
Stoney Littleton är ett slott i Storbritannien.   Det ligger i kommunen Bath and North East Somerset och riksdelen England, i den södra delen av landet, 160 km väster om huvudstaden London. Stoney Littleton ligger 72 meter över havet.
Terrängen runt Stoney Littleton är platt. Runt Stoney Littleton är det ganska tätbefolkat, med 144 invånare per kvadratkilometer. Trakten runt Stoney Littleton består i huvudsak av gräsmarker.